# Persone uccise per violenza politica (1982)
Di seguito viene riportata una sintetica cronologia delle vittime provocate per violenza politica in Italia nel 1982.

## Vittime del 1982
| Data        | Nome comune                        | Località          | Responsabili | Vittime                                                                                  | Note |
| ----------- | ---------------------------------- | ----------------- | --- | ---------------------------------------------------------------------------------------- | --- |
| 3 gennaio   | Morte di Angelo Furlan             | Rovigo            | Prima Linea | Angelo Furlan (civile)                                                                   | Ucciso in seguito allo scoppio di un ordigno che era stato posto davanti al carcere femminile di Rovigo per favorire l'evasione di alcune terroriste detenute. |
| 21 gennaio  | Scontro di Monteroni d'Arbia       | Monteroni d'Arbia | Comunisti Organizzati per la Liberazione Proletaria                                                                       | Euro Tarsilli, Giuseppe Savastano (carabinieri) e Lucio Di Giacomo (COLP)                | Lo scontro a fuoco con le forze dell'ordine avviene in un autobus su cui si erano rifugiati 7 uomini dei COLP dopo una rapina in banca. |
| 5 marzo     | Omicidio di Alessandro Caravillani | Roma              | Ciro Lai, Livio Lai, Francesca Mambro, Roberto Nistri, Stefano Procopio, Walter Sordi, Giorgio Vale e Fabrizio Zani (NAR) | Alessandro Caravillani (civile)                                                          | Ucciso nel corso di una sparatoria, mentre si trovava alla fermata dell'autobus. Livio Lai, diventato collaboratore di giustizia, si assunse la responsabilità nel delitto e fu condannato a 15 anni di reclusione. |
| 1º aprile   | Omicidio di Aldo Semerari          | Ottaviano         | Umberto Ammaturo (Nuova Camorra Organizzata)                                                                              | Aldo Semerari (criminologo e psichiatra)                                                 | Fu rapito, ucciso e decapitato. |
| 27 aprile   | Attentato a Raffaele Delcogliano   | Napoli            | Brigate Rosse - Partito della Guerriglia                                                                                  | Raffaele Delcogliano (assessore regionale della DC) e Aldo Iermano (autista)             | Una moto costrinse l'auto blindata a fermarsi in una via di Napoli. Una volta fermata l'auto fu colpita da una serie di colpi d'arma da fuoco che uccisero l'assessore e il suo autista. |
| 27 aprile   | Morte di Danilo Abbruciati         | Milano            | Forze dell'ordine | Danilo Abbruciati (criminale)                                                            | Ucciso da una guardia giurata nel corso di una sparatoria, mentre stava aprendo il fuoco contro Roberto Rosone, presidente del Banco Ambrosiano. |
| 6 maggio    | Omicidio di Giuseppe Rapesta       | Roma              | Nuclei Armati Rivoluzionari                                                                                               | Giuseppe Rapesta (agente della Polizia ferroviaria)                                      | Ucciso mentre si trova in servizio alla stazione di San Pietro a Roma. |
| 24 maggio   | Morte di Umberto Catabiani         | Vecchiano         | Forze dell'ordine | Umberto Catabiani (Brigate Rosse)                                                        | Ucciso in un conflitto a fuoco con una pattuglia della polizia. |
| 24 giugno   | Omicidio di Antonio Galluzzo       | Roma              | Nuclei Armati Rivoluzionari                                                                                               | Antonio Galluzzo (poliziotto)                                                            | Ucciso mentre è di guardia presso la casa del rappresentante dell'OLP a Roma. |
| 8 luglio    | Omicidio di Mauro Mennucci         | Pisa              | Fabrizio Zani (NAR) | Mauro Mennucci (Ordine Nuovo)                                                            | Ucciso la tarda serata sotto casa. |
| 15 luglio   | Agguato ad Antonio Ammaturo        | Napoli            | Brigate Rosse - Partito della Guerriglia                                                                                  | Antonio Ammaturo (vicequestore di P.S.) e Pasquale Paola (autista)                       | I carabinieri di Torino e Milano arrestano venti terroristi implicati nel sequestro di Ciro Cirillo e negli omicidi dell'assessore Raffaele Delcogliano e di Antonio Ammaturo. |
| 16 luglio   | Omicidio di Valerio Renzi          | Lissone           | Brigate Rosse | Valerio Renzi (carabiniere)                                                              | Ucciso nel corso di una rapina al servizio postale. |
| 20 luglio   | Omicidio dei frati                 | Vicenza           | Gruppo Ludwig | Frate Gabriele Pigato e Frate Giuseppe Lovato                                            | Vengono uccisi di sera a martellate nei pressi del Santuario della Madonna di Monte Berico. |
| 23 luglio   | Uccisione di Stefano Ferrari       | Milano            | Forze dell'ordine | Stefano Ferrari (Brigate Rosse)                                                          | Ucciso nel corso di una sparatoria in cui rimasero feriti altri due brigatisti. |
| 27 luglio   | Omicidio di Ennio di Rocco         | Trani             | Brigate Rosse - Partito della Guerriglia                                                                                  | Ennio Di Rocco (carcerato, ex militante delle Brigate Rosse)                             | Ucciso in carcere da alcuni ex compagni perché accusato di delazione. I suoi avvocati avevano denunciato torture. |
| 10 agosto   | Omicidio di Carmine Palladino      | Novara            | Pierluigi Concutelli (Ordine Nuovo)                                                                                       | Carmine Palladino (carcerato, ex militante di Avanguardia Nazionale)                     | Ucciso in carcere perché accusato di delazione. |
| 26 agosto   | Assalto al convoglio di Salerno    | Salerno           | Brigate Rosse - Partito della Guerriglia                                                                                  | Antonio Bandiera, Mario De Marco (poliziotti) e Antonio Palumbo (caporale dell'esercito) | Antonio Bandiera muore il giorno stesso, mentre De Marco e Palumbo moriranno alcuni giorni dopo per le ferite ricevute durante lo scontro a fuoco. |
| 8 settembre | Omicidio di Benito Atzei           | Rocca Canavese    | Fiore De Mattia, Giuseppe Potenza, Giuseppe Scirocco e Roberto Tua (Potere Rosso)                                         | Benito Atzei (carabiniere)                                                               | I carabinieri Benito Atzei e Giovanni Bertello fermano a un posto di blocco una Renault 5 azzurra. I tre giovani occupanti scendono apparentemente tranquilli, ma subito dopo impugnano le pistole e sparano sui due carabinieri, uccidendo il primo e ferendo il secondo.                                                            |
| 9 ottobre   | Attentato alla sinagoga di Roma    | Roma              | Osama Abdel Al Zomar (FRC)                                                                                                | Stefano Gaj Taché (minore)                                                               | Osama Abdel Al Zomar è arrestato il 20 novembre, mentre cercava di passare il confine tra Grecia e Turchia portando con sé un carico di esplosivo. In seguito all'arresto, ulteriori riscontri condotti dalla polizia e la testimonianza della sua fidanzata italiana portarono a identificarlo come uno dei componenti del commando. |
| 21 ottobre  | Rapina di via Domodossola          | Torino            | Brigate Rosse - Partito della Guerriglia                                                                                  | Sebastiano D'Alleo e Antonio Pedio (guardie giurate)                                     | Le due guardie giurate vengono prese come ostaggi da quattro brigatisti, nel corso di una rapina, e rimangono uccise con un colpo alla nuca subito dopo. |